# Краснокутский, Николай Александрович
Николай Александрович Краснокутский (1818— 1891) — генерал-адъютант, генерал от кавалерии, наказной атаман Донского казачьего войска. Участник Кавказской войны.

## Биография
Родился в 1818 году в Курской губернии в дворянской семье. Образование получил в Пажеском корпусе.
2 августа 1836 года произведён из камер-пажей в корнеты лейб-гвардии Гусарского полка. 26 марта 1839 года произведен в поручики. 10 декабря 1840 года командирован в Отдельный Кавказский корпус. Принимал участие в боях против горцев.
22 марта 1841 года вернулся в полк и вскоре назначен полковым адъютантом. С 26 марта 1844 года штабс-ротмистр. С мая 1844 года вновь на Кавказе.
29 ноября 1846 года назначен адъютантом к дежурному генералу Главного штаба. 11 апреля 1848 года произведён в ротмистры. В 1849 году принимал участие в боях против венгров. В 1850 году за боевые отличия произведён в полковники, с переводом в гусарский Эрцгерцога Фердинанда полк.
С 24 апреля по 19 октября 1850 года был прикомандирован к Образцовому кавалерийскому полку, а 2 декабря назначен командиром одного из дивизионов полка. 30 января 1851 года назначен командиром Изюмского гусарского полка.
7 февраля 1852 года сдал полк на законном основании, так как 26 ноября 1851 года был назначен состоять при Великом князе Николае Николаевиче, с переводом в лейб-гвардии Гродненский гусарский полк. 26 августа 1856 года произведён в генерал-майоры, с назначением командиром лейб-гвардии Гродненского гусарского полка.
8 сентября 1859 года назначен в Свиту Его Величества, с оставлением в должности командира полка. 5 октября 1863 года назначен командующим 3-й кавалерийской дивизией. 30 августа 1864 года произведён в генерал-лейтенанты, с утверждением в должности начальника дивизии. 21 сентября 1868 года пожалован в генерал-адъютанты.
17 апреля 1874 года назначен наказным атаманом Донского казачьего войска. В 1878 году произведён в генералы от кавалерии и в том же году зачислен в лейб-гвардии Казачий полк. 9 июня 1881 года назначен состоять по запасным войскам с зачислением по гвардейской кавалерии и с оставлением в списках полков лейб-гвардии Гродненского и Атаманского. 
Скончался 21 марта (2 апреля) 1891 года:, в Сан-Ремо; могила сохранилась на кладбище Аллори во Флоренции.

## Награды
- 1841 — Орден Святого Станислава 3-й степени
- 1843 — Орден Святой Анны 3-й степени
- 1848 — Орден Святой Анны 2-й степени
- 1849 — Орден Святого Владимира 4-й степени с бантом
- 1850 — Императорская корона к ордену Святой Анны 2-й степени
- 1851 — Орден Святого Владимира 3-й степени
- 1854 — Золотая сабля с надписью «За храбрость»
- 1858 — Орден Святого Станислава 1-й степени с мечами
- 1858 — Знак отличия беспорочной службы за XX лет
- 1861 — Орден Святой Анны 1-й степени
- 1863 — Золотая сабля с надписью «За храбрость», украшенная бриллиантами
- 1864 — Императорская корона и мечи к ордену Святой Анны 1-й степени
- 1866 — Орден Святого Владимира 2-й степени
- 1870 — Орден Белого орла
- 1873 — Орден Святого Александра Невского
- 1878 — Бриллиантовые знак ордена Святого Александра Невского
- 1881 — Орден Святого Владимира 1-й степени

Иностранные:
- 1849 — Орден Железной короны 3-й степени (Австро-Венгрия)
- 1852 — Орден Заслуг Святого Михаила 2-й степени (Бавария)
- 1852 — Орден Железной короны 2-й степени (Австро-Венгрия)
- 1852 — Орден Вюртембергской короны 2-й степени (Вюртемберг)
- 1852 — Константиновский орден Святого Георгия 2-й степени со звездой (Королевство Обеих Сицилий)
- 1852 — Орден Святого Людовика 2-й степени со звездой (Парма)
- 1852 — Орден Филиппа Великодушного 2-й степени со звездой (Гессен-Дармштадт)
- 1852 — Орден Церингенского льва 2-й степени со звездой (Баден)
- 1852 — Орден Нидерландского льва 2-й степени со звездой (Нидерланды)
- 1852 — Орден Красного орла 2-й степени (Пруссия)
- 1852 — Орден Почётного легиона, офицерский крест (Франция)
- 1853 — Орден Леопольда 2-й степени (Австро-Венгрия)
- 1856 — Орден Заслуг герцога Петра-Фридриха-Людвига 2-й степени (Ольденбург)
- 1870 — Орден Железной короны 1-й степени (Австро-Венгрия)

## Семья
Имел четырёх детей.
Жена — Анна Григорьевна, урождённая княжна Голицына. 
Их дочь — Александра (01.05.1882—?); 13 февраля 1908 года она вышла замуж за лейтенанта флота Гвидо Кавальери.